# St. Servatius (Kierberg)

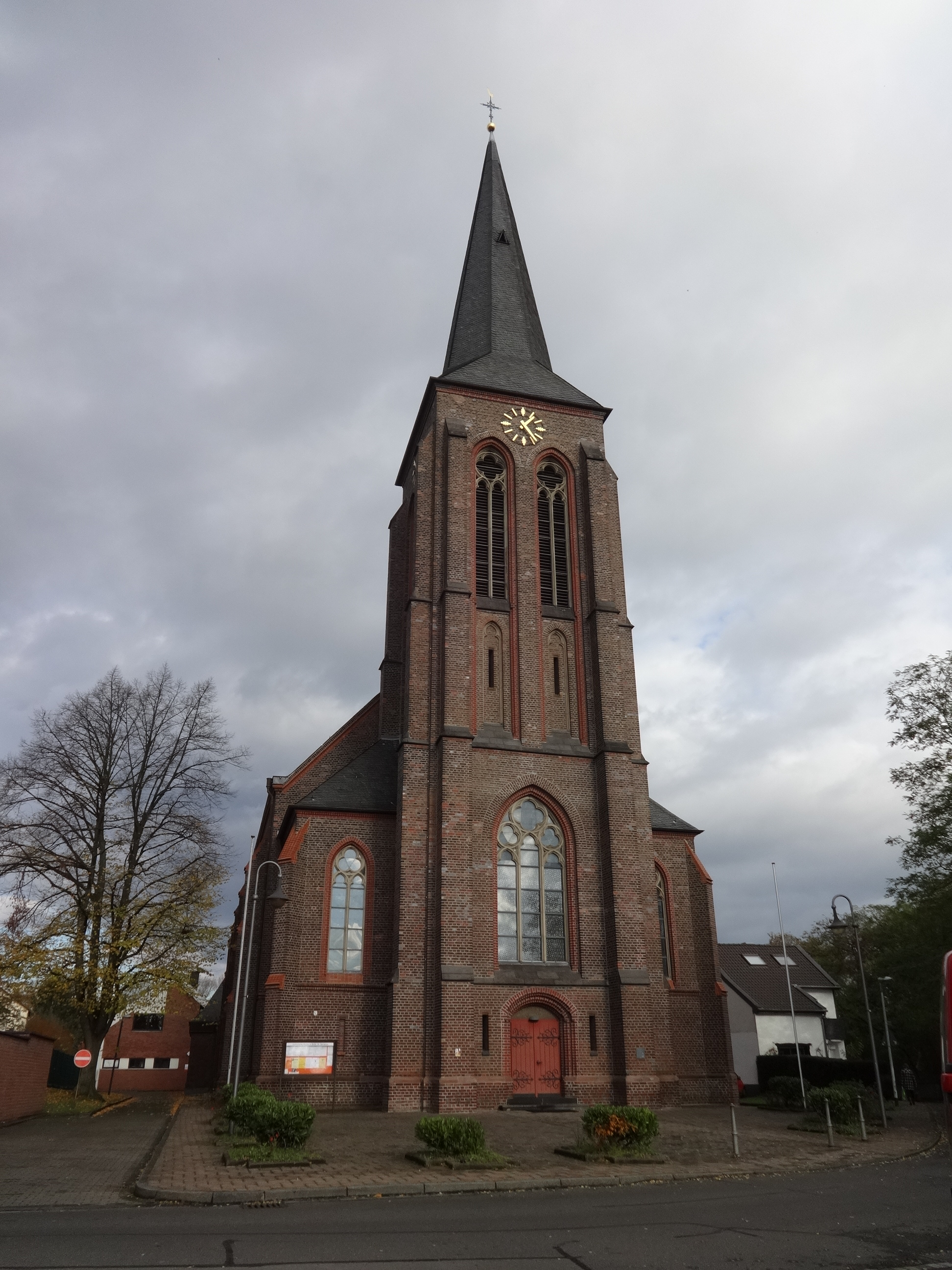
Pfarrkirche St. Servatius in Kierberg

St. Servatius ist eine neugotische Hallenkirche in Kierberg, einem Ortsteil der Stadt Brühl im Rhein-Erft-Kreis in Nordrhein-Westfalen. Das Bauwerk wird auf Grund seiner Entstehungsgeschichte auch als „Arbeiter-Dom“ bezeichnet.

## Geschichte

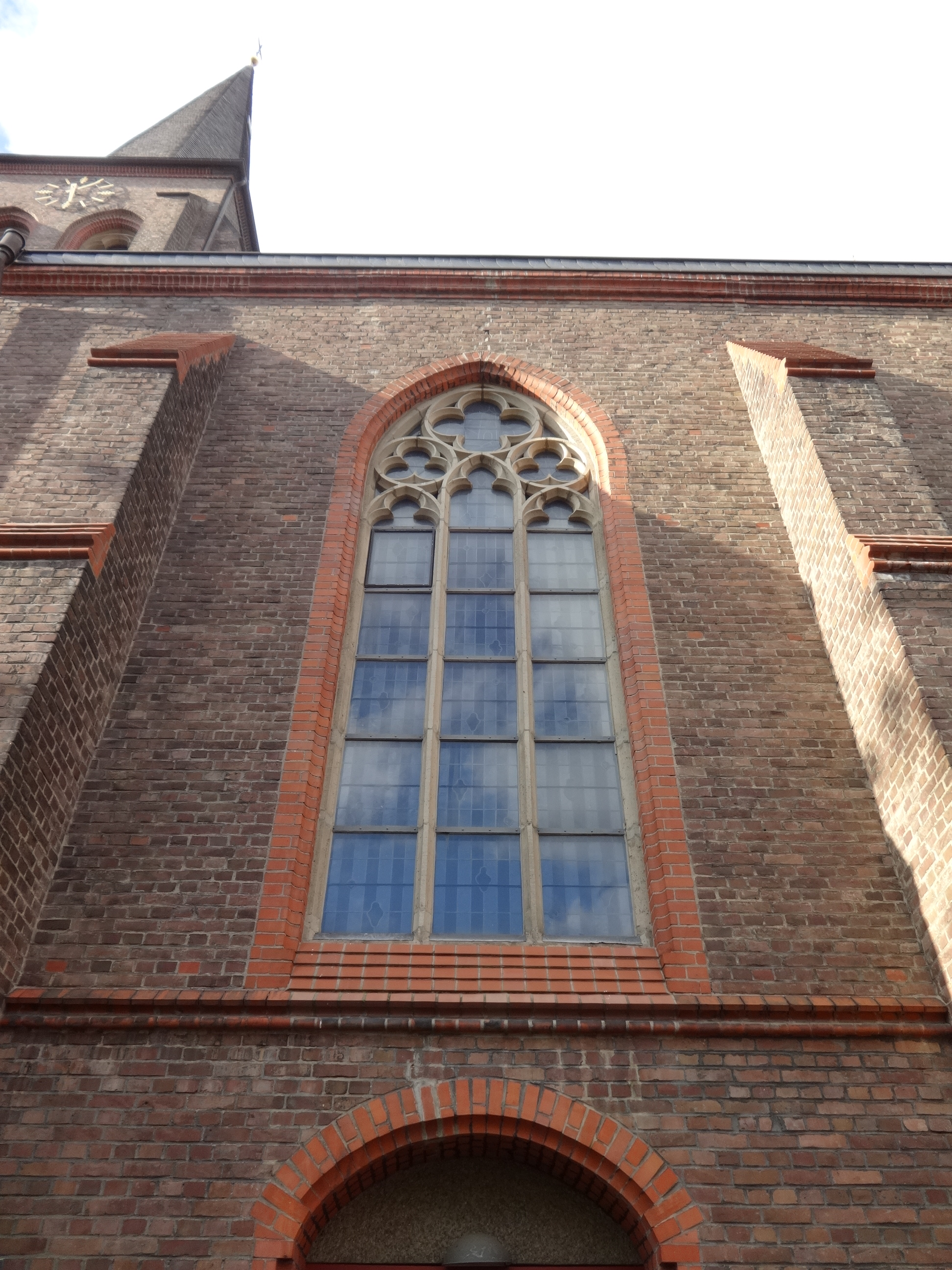
Typisches Fenster

Im 7. Jahrhundert wurde unter dem Kölner Bischof Kunibert erstmals ein Fronhof Merreche aus dem fränkischen Königsgut als Geschenk an die kölnische Kirche erwähnt. Die Anwohner errichteten auf der Anhöhe in der Nähe des Tafelhofs, dem Kirberg (und späteren Kierberg) zunächst eine Kapelle, die vermutlich als Friedhofskapelle genutzt wurde und zur Urpfarrei Kendenich gehörte. Als 1180 der Erzbischof Philipp I. von Heinsberg den Burghof an der Brule zusammenfasste, aus dem die Gemeinde Brühl hervorging, verschoben sich der Einfluss zu Gunsten der neuen Gemeinde. Um 1260 hatte Merreche einen größeren Einfluss, so dass der Pfarrer dorthin wechselte. Im Jahr 1262 erschien erstmals eine eigene Kirche. 1274 wurde Brühl eigenständige Pfarrei und mit den steigenden Bevölkerungszahlen entstand dort in der Mitte des 14. Jahrhunderts an Stelle einer Kapelle eine dreischiffige spätgotische Basilika, St. Margaretha. Die Kirche in Merreche wurde zur Kapelle „Auf dem Kirchberg“ herabgestuft und von St. Margaretha aus betreut. Die Pfarre löste sich auf; der Ort drohte wüst zu fallen. Dennoch wurde die Kapelle in den Jahren 1537 und 1641 repariert und schließlich 1696 durch einen Neubau ersetzt. Es handelte sich um einen einschiffigen Backsteinbau mit Chor und Sakristei, der im 20. Jahrhundert abgerissen wurde. Die Industrialisierung und insbesondere der Abbau von Braunkohle führte zur selben Zeit zu einer starken Zunahme der Bevölkerung. Nun kam der Wunsch nach einem größeren Sakralbau auf, dem die Mutterkirche zustimmte: Kierberg wurde 1899 zum Rektorat und 1908 zur Pfarrei erhoben. In den Jahren 1903 bis 1904 entstand der neugotische Bau nach Plänen des Architekten Alfred Tepe. 1909 erfolgte der Bau des Westturms, der im Folgejahr fertiggestellt wurde. Die Konsekration fand im Jahr 1914 statt.
Im Jahr 2005 wurde der Volksaltar in Richtung Turm versetzt, um so den Platz für eine Werktagskirche zu schaffen.

## Architektur
Die dreischiffige Hallenkirche wurde aus rötlichem Backstein mit einem vorgelagerten Turm errichtet. Sie hat eine Länge von sechs Jochen. Die Fenster im Chor mit Fünfachtelschluss sind spitzbogenförmig ausgestaltet und tragen ein Maßwerk mit zwei Nonnenköpfen und einem darüber liegenden Vierpass mit Dreiviertelkreisbögen. Sie zeigen biblische Szenen wie Christi Himmelfahrt, den Empfang des Heiligen Geistes und Mariä Aufnahme in den Himmel. Ihr ist auch die nördliche Chorkapelle gewidmet, während die südliche Chorkapelle als Taufkapelle dient. Das linke Fenster aus den 1960er Jahren von Hans Lünenborn aus Köln zeigt Anna Selbdritt, das rechte Barbara von Nikomedien, Schutzpatronin der Bergleute. Diese Lanzettfenster verfügen über einen Nonnenkopf. Die ebenfalls spitzbogigen Fenster im Kirchenschiff stammen vom Brühler Künstler Gerhard Hoffschulz. Sie sind mit drei Nonnenköpfen gestaltet, über denen mittig ein Vierpass und daneben je ein Dreipass angeordnet ist. Am jeweils westlich gelegenen Joch befindet sich auf der Nord- und Südseite eine rechteckige Pforte, die in ein halbkreisförmiges Portal eingelassen ist. An den Außenwänden des Kirchenschiffs befinden sich ebenfalls große, spitzbogenförmige Maßwerkfenster sowie ein dreifach gestuftes Strebewerk.
Der schlanke Turm ist mit einem auffälligen Strebewerk gegliedert, dass vierfach gestuft ist und sich nach oben hin verjüngt. Sie betonen die ohnehin auffällige Lage auf dem Kierberg. Der Hauptzugang zur Kirche erfolgt durch eine doppelflügelige, dunkelrot angestrichene Holztür mit schwarzen Beschlägen, die mit Ornamenten verziert sind. Die Tür wird von einem dreifach gestaffelten Gewände aus roten Mauerziegeln umrahmt, die im oberen Bereich rundbogenförmig ausgestaltet sind. Links und rechts neben dem Gewände befinden sich zwei schlitzförmige Fenster, die mit Bleiglas geschmückt sind. Darüber thront ein mächtiges, spitzbogenförmiges Maßwerkfenster mit drei Nonnenköpfen, die mit je einem Dreipass bzw. in seiner Mitte von einem Vierpass abgeschlossen werden. Dessen Form wird an den Seitenschiffen durch je ein deutlich kleineres Maßwerkfenster mit zwei Nonnenköpfen und einem Dreipass aufgenommen. Oberhalb des Fensters ziehen sich zwei langgestreckte Klangarkaden, dessen Spitzbogenform durch rote Mauerziegel betont wird. Sie sind nochmals untergliedert und weisen im unteren Bereich eine weitere, spitzbogenförmige Vertiefung auf, in die jeweils ein schmales Fenster eingelassen ist. Die Klangarkaden sind ebenfalls in einem offenen Maßwerk verziert, bestehend aus zwei Nonnenköpfen mit je einem Vierpass. Dahinter befinden sich vier Glocken: die Servatiusglocke, die Josephglocke, die Marien- und Annaglocke. Sie sind mit jeweils einem Relief verziert, das die Kirche zwischen zwei Schornsteinen als Zeichen für den Braunkohlenabbau im 20. Jahrhundert zeigt. Oberhalb der Klangarkaden ist mittig die Turmuhr angebracht. Dabei  handelt es sich um eine der letzten beiden mechanisch betriebenen Uhren im Erzbistum Köln aus dem Jahr 1910. Oberhalb des Turmschaftes befindet sich der zweifach genickte, mit schwarzen Schindeln verkleidete Turmhelm, der von einer goldenen Kugel, dem Kreuz und einem ebenfalls goldenen Wetterhahn gekrönt wird. Eine Öffnung auf der Ostseite des Turms wurde im Zuge des Projektes Lebensraum Kirchturm angebracht. Das schwarz gedeckte Satteldach umspannt die drei Schiffe. Auf dem Dach selbst sind pro Seite drei schmale, dreiecksförmige Dachfenster sowie ein Dachreiter in Höhe des dritten Joches zu sehen.

## Innenausstattung
Der sogenannte Servatiusalter steht im südlichen Nebenchor, stammt im Kern aus dem 17. Jahrhundert und wurde stark restauriert und teilweise erneuert. Es könnte sich dabei um den Jacobusaltar handeln, der einst als Nebenaltar in der Pfarrkirche St. Margaretha stand. Der dreiteilige Aufbau besteht aus der Mensa, einer Predella sowie dem Retabel mit klappbaren Seitenflügeln. Das Antependium ist mit einer Kartusche verziert, die das Martyrium des Heiligen Sebastian zeigt. Die Predella zeigt das Abendmahl Jesu. Im Altarblatt ist vermutlich die Enthauptung des Heiligen Matthias zu sehen. Die Innenseite des linken Flügels zeigt Jakobus, die rechte Seite Anna selbdritt. Auf der Außenseite des linken Flügels sind die Apostel abgebildet; im Vordergrund Matthias und Barnabas. Die Außenseite des rechten Flügels zeigt Hubertus von Lüttich. Zwischen Retabel und Predella ist eine lateinische Inschrift, die bei der letzten Restaurierung missverstanden ergänzt wurde. Sie lautet: „AD HONOREM OMNIPOTENTIS DIE ET SS. MATTHIAE ET IACOBI APOSTOLORVM ARNOLDVS MALBERGH HANC TABVLAM PYS DIVERSORVM PIORVM EXRENSIS (expensis) PROGVAVIL (procuravit) A° 1608“. Oberhalb des Retabels ist eine Halbfigur, die einen Bischof mit Buch und Stab zeigt und der als Kirchenpatron St. Servatius bezeichnet wird. Die Plastik soll in der Mitte des 18. Jahrhunderts entstanden sein und ursprünglich im Kloster Benden gestanden haben. Im nördlichen Nebenchor steht ein hölzerner Marienaltar aus dem Anfang des 20. Jahrhunderts. Es handelt sich um einen neogotischen Aufbau, der auf einer steinernen Mensa ruht. In der Mitte ist die Regina caeli zu sehen, seitlich in vollplastischen Szenen die Verkündigung des Herrn und die Geburt Jesu. Der Altar entstand als Auftragsarbeit für den Nebenchor. Hansmann bezeichnet die Anordnung als ein „ausgezeichnetes Gesamtbild“. Der Volksaltar stammt vom Sürther Bildhauer Theo Heiermann. Er fußt auf rotem Marmor mit einer Mensa aus grünem Dolomit.
In der südlichen Taufkapelle befindet sich an der Nordwand eine Büste aus dem 18. Jahrhundert. Sie zeigt den Pfarrpatron Servatius von Tongern und stammt vermutlich aus dem Kloster Benden. In der Mitte der Kapelle befindet sich eine schlichte, tulpenförmige Fünte aus hellem Sandstein. Zur weiteren Kirchenausstattung gehört ein Ölgemälde mit dem Titel Kreuztragung. Es ist 119 cm hoch und 96 cm breit und stammt aus der ersten Hälfte des 18. Jahrhunderts. Sie zeigt die Heilige Veronika, die dem kreuztragenden Christus das Schweißtuch reicht. Im Hintergrund sind links ein Kriegsknecht und rechts Maria und Johannes zu sehen. Unten links ist das Wappen der Familie von Baur (Bawier) zu Frankenberg abgebildet. Ein weiteres Ölgemälde mit dem Titel Ecce homo stammt aus dem 17. Jahrhundert und ist 76 cm hoch und 60 cm breit. Es war ursprünglich im neugotischen Hochaltar eingelassen. Dort befand sich auch ein weiteres, gleich großes Ölgemälde, das Maria mit den Leidenswerkzeugen zeigt. Ein Bild mit dem Titel Verleugnung Petri stammt ebenfalls aus dem 17. Jahrhundert und zeigt Petrus im Gespräch mit der Magd, die beide von zwei Kriegsknechten bedroht werden. Das Bild ist 78 cm hoch und 107 breit und stammt vermutlich aus den Niederlanden.
Daneben ist in der Kirche ein Triptychon von W. Prinz mit den Themen „Bund“, „Auferstehung“ und „Das himmlische Jerusalem“, zu sehen, das ursprünglich im Chor hing. Zwischen den Achsfenstern des Chores am Übergang zum Kirchenschiff hängt ein Triumphkreuz. Die Orgel befindet sich auf der Empore unterhalb eines Triumphbogens am Westturm. Der Beichtstuhl sowie die Kanzel stammen aus der Erbauungszeit der Kirche. Letztere ist aus dunklem Holz gearbeitet und zeigt die vier Evangelistensymbole. Das Geländer ist schlicht gehalten und mit dem Zweischneuß verziert. Die weiß gestrichene Decke ist mit einem Kreuzrippengewölbe ausgestaltet, dessen Schlusssteine mit Ornamenten verziert sind. Es ruht auf rötlichen Säulen aus Sandstein.